# Supercalifragilisticexpialidocious
"Supercalifragilisticexpialidocious" (/ˌsuːpərˌkælɪˌfrædʒɪˌlɪstɪkˌɛkspiˌælɪˈdoʊʃəs/ ⓘ SOO-per-KAL-ih-FRA-jih-LIS-tik-EKS-pee-AL-i-DOH-shəs)  là tên một bài hát trong phim Mary Poppins (ra đời vào năm 1964). Bài hát được viết bởi Sherman Brothers, và hát bởi Julie Andrews và Dick Van Dyke. Bài hát cũng xuất hiện trong phiên bản sân khấu năm 2004.
Do Mary Poppins là một tác phẩm lấy bối cảnh năm 1910, cho nên nên những bài hát cần phải có âm hưởng giống với các bài hát của thời kỳ đó. Phiên bản điện ảnh xếp hạng ở vị trí thứ 36 trong cuộc khảo sát AFI's 100 Years...100 Songs về những giai điệu hàng đầu của điện ảnh Mỹ.